# くじら座ミュー星
くじら座μ星（くじらざミューせい、μ Ceti、μ Cet）は、くじら座にある連星である。見かけの合成等級は4.27と、肉眼でみることができる明るさである。年周視差に基づいて太陽からの距離を計算すると、約87光年である。
干渉計で検出できる伴星と、軌道周期約33.6年の連星を構成する。黄道からそう遠くない位置にあり、しばしば月による掩蔽が発生する。掩蔽の観測から、四重星ではないかともいわれるが、詳細はわかっていない。

## 星系
くじら座μ星は視線速度の値にばらつきがみられることから、単線分光連星ではないかとされ、予備的に軌道要素も求められて、軌道周期は1202.2日とされた。ただし、視線速度曲線と測定値とのずれは小さくなく、正しくないかもしれないとの注釈がつき、その後視線速度の変化に寄与するデータは1観測所のものだけで、視線速度は一定ではないかとの報告もあった。
分光観測とは別に、スペックル干渉法による観測で、0.1秒も離れていない位置に伴星が検出された。当初は疑わしいとされていたが、以後伴星は繰り返し観測され、やがて軌道も描けるようになり、これは真の伴星と考えられている。
一方、くじら座μ星は黄道からあまり離れていないため、しばしば月による掩蔽が発生し、それによっても伴星は観測されている。2000年1月15日に、ゴルナーグラートにあったイタリア国立望遠鏡で観測された掩蔽から、くじら座μ星に2つの新しい伴星が報告され、四重星ではないかとされた。しかし、この2つの伴星はその後検出されていない。実在するが観測できなかったと仮定した場合、検出限界からこの2星は非常に低温の赤色矮星と考えられる一方、検出された際の主星との等級差は、2星が既知の伴星とそう変わらない性質であることを示唆しており、矛盾が生じている。
スペックル干渉法による観測の蓄積から、確定している連星の軌道要素が視覚的にも求められ、その結果は分光軌道要素とはまったく異なるものだった。くじら座μ星の軌道周期は33.6年で、離心率は0.92と極めて細長い楕円軌道をとっている。

## 特徴
くじら座μ星の主星は、F型準巨星と考えられ、スペクトル型はF0 IVと分類され、MK分類ではこの種の恒星の標準星とされている。スペクトル型をA9 IIIpとする研究もあるが、推定される光度や半径からすると巨星ではなく主系列星ないし準巨星、また化学特異性も特にはないとみられる。表面の有効温度はおよそ7200 K、半径は太陽の2倍強で、質量は太陽の1.7倍ほど、自転周期は2.5日と推定される。
伴星は、主星との等級差およそ3.5等から、K型主系列星と考えられ、スペクトル型はK0.5 Vが示されている。有効温度は概ね5250 K、半径と質量はいずれも太陽の8割程度と見積もられている。

### 変光

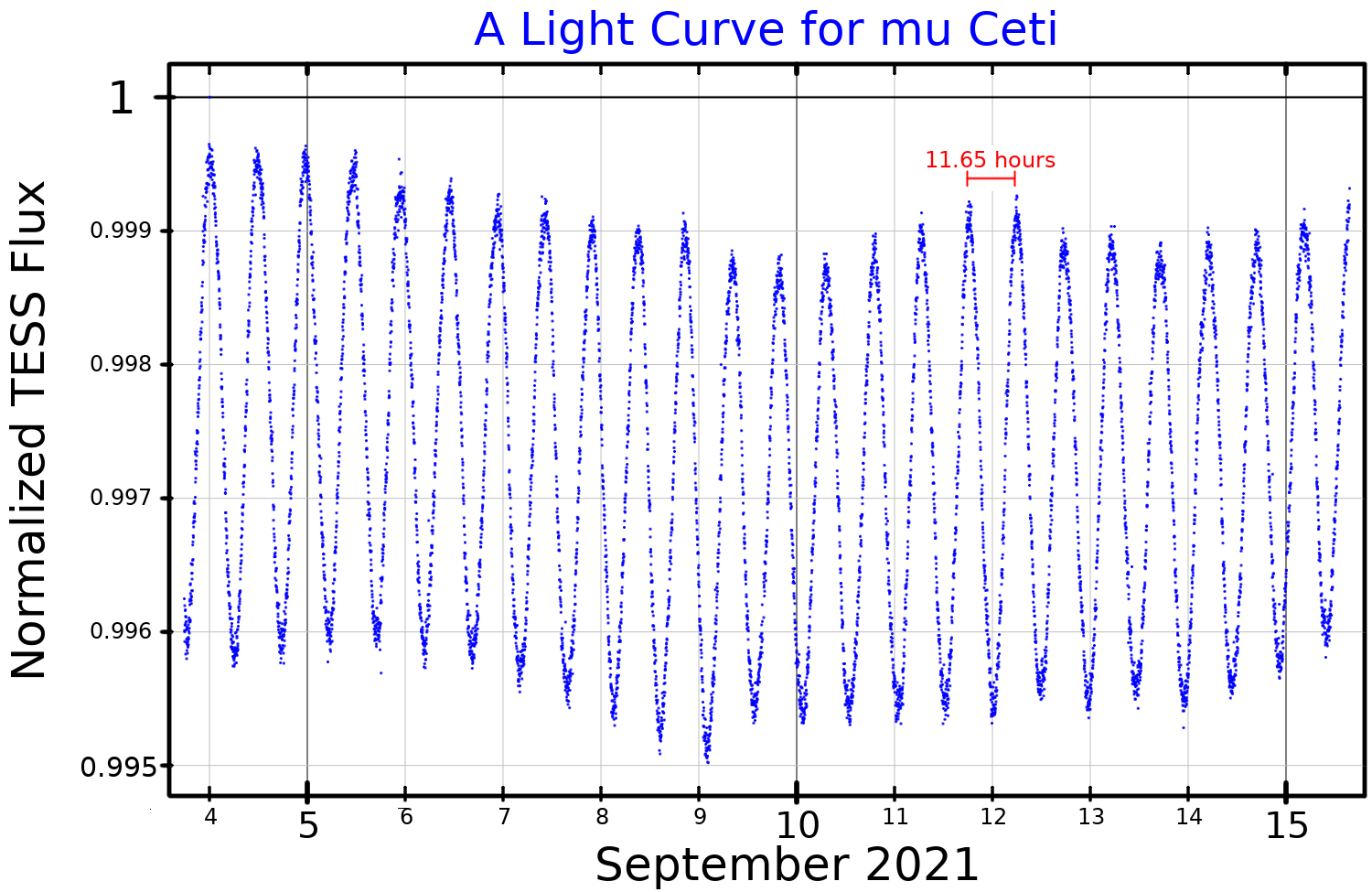
TESSの観測結果に基づくくじら座μ星の光度曲線。

くじら座μ星は、ジュネーブ天文台による測光観測から、色等級図上で不安定帯に位置し、たて座δ型変光星であることが疑われた。しかし、実際に光度変化が観測されていたわけではなく、変光星総合カタログでもあくまで変光星候補に止まっていた。しかし、TESSによる測光観測結果が明らかになると、光度曲線が実際に振動していることが示され、やはり変光星であると考えられる。光度曲線の分析から、変光周期0.485日、変光振幅1.5ミリ等級の振動が顕著で、分類するならばかじき座γ型変光星であると考えられる。

## 名称
中国では、くじら座μ星は、帝の穀物倉を司るもの、あるいは全ての穀物倉を表すという天囷（拼音: Tiān Qūn）という星官を、くじら座α星、くじら座97番星、くじら座λ星、くじら座ξ1星、くじら座ξ2星、くじら座ν星、くじら座γ星、くじら座δ星、くじら座75番星、くじら座70番星、くじら座63番星、くじら座66番星とともに形成する。くじら座μ星自身は、天囷四（拼音: Tiān Qūn sì）すなわち天囷の4番星といわれる。